# Барони, Элеонора
Элеонора Барони (итал. Eleonora Baroni), также известная как Адрианелла (итал. Adrianella; 1611 год, Мантуя, герцогство Мантуя — 6 апреля 1670 года, Рим, Папская область) — итальянская певица-сопрано, исполнительница на теорбе, лютне и виоле, единственная женщина — член Академия дельи Умористи.

## Биография
Элеонора Барони, или Леонора (Лионора) родилась в декабре 1611 года, в герцогстве Мантуя. Она была дочерью Муцио Барони, аристократа из Калабрии и Адрианы Базиле, оперной певицы. Дядей по линии матери ей приходился Джамбаттиста Базиле, известный учёный и поэт королевства Неаполь. Она была названа в честь Элеоноры Медичи, супруги Винченцо Гонзага, герцога Мантуи. Прозвище Адрианелла (Адрианетта) получила в честь матери, которую называли «прекрасной Адрианой». Вероятно, именно мать была её первым преподавателем по вокалу. Ещё в отрочестве Элеонора Барони стала известной певицей, благодаря своему замечательному голосу.
В 1633 году вместе с семьёй она переехала в Рим, где приобрела покровителя в лице кардинала Антонио Барберини. Элеонора Барони знала много языков, виртуозно играла на виолончели, сочиняла музыку и стихи. Она была принята не только высшим светом вечного города, но интеллектуальной элитой; активно участвовала в общественной жизни Рима XVII века. Джон Милтон и кардинал Джулио Роспильози, будущий Папа Климент IX, посвящали ей эпиграммы. В 1639 году в честь неё была опубликована антология, содержащая стихи Фульвио Тести, Франческо Браччолини, Лелио Гвидиччони и Клаудио Акиллини.
В 1640 году Элеонора Барони вышла замуж за Джулио Чезаре Кастеллани, секретаря кардинала Франческо Барберини. В феврале 1644 года кардинал Джулио Мазарини пригласил певицу вместе с супругом в Париж. Элеонора Барони пробыла при дворе королевы Анны Австрийской только один год. Вернувшись в Рим, она не покидала его до конца своей жизни. При Папе Клименте IX, своём давнем поклоннике, она играла важную роль в политике вечного города.
Элеонора Барони умерла в Риме 6 апреля 1670 года.